# Omar Al Soma
Omar Al Soma, noto anche come Omar Al-Soma o Omar Al-Somah (in arabo عمر السومة‎?; Deir ez-Zor, 28 marzo 1989), è un calciatore siriano, attaccante del Wydad Casablanca e della nazionale siriana.
Si è laureato capocannoniere del campionato saudita per tre anni consecutivi. Nel 2016 ha contribuito con 34 reti a uno storico treble domestico con la maglia dell'Al-Ahli, vincendo il campionato, la coppa e la Supercoppa.
È con 144 reti il miglior marcatore di sempre del campionato saudita.

## Caratteristiche tecniche
Al-Soma è un attaccante d'area, possente fisicamente, agile nei movimenti ed efficace nel gioco aereo. Tra le sue doti spiccano la freddezza sotto rete e la precisione nel battere i calci piazzati, che si tratti di rigori, o punizioni.

## Carriera

### Club
Muove i suoi primi passi in Siria, nelle giovanili dell'Al-Futowa. Complice la sospensione del campionato siriano, nel 2011 si trasferisce in Kuwait, all'Al-Qadisiya. Il 10 maggio 2014 l'Al-Ahli ne annuncia l'ingaggio per due stagioni, in cambio di circa 2 milioni di euro. Il 16 agosto all'esordio nel campionato saudita mette a segno una tripletta (serve anche l'assist per la sesta rete di Isaac Promise) nella partita vinta 6-1 contro l'Hajer. Conclude la stagione segnando 22 reti in altrettanti incontri, laureandosi capocannoniere del campionato.
Nel 2016 va a segno 15 volte - tra cui quattro doppiette e una quaterna contro l'Al-Ra'ed - nelle ultime otto gare di campionato, permettendo alla squadra di vincere il titolo dopo 32 anni. Il 29 maggio una sua doppietta contro l'Al-Nassr, consente ai biancoverdi di sollevare la King Cup of Champions, ottenendo un double storico nel calcio saudita.
A questo successo segue quello della Supercoppa contro l'Al-Hilal, in cui prima segna la rete che fissa il punteggio nuovamente in parità per 1-1, infine alla lotteria dei rigori segna dagli 11 metri, il tiro decisivo che decreta il successo dei compagni. Il 29 ottobre 2016 segna quattro reti contro l'Al-Khaleej (4-1 il finale), diventando nell'occasione il miglior marcatore straniero di sempre del campionato saudita con 59 reti, superando il precedente primato (56) appartenuto a Doris Fuakumputu.
Il 22 dicembre 2020 diventa - con 127 reti - il miglior marcatore all-time nella storia del campionato saudita, superando il precedente primato di Nasser Al-Shamrani.

### Nazionale
Ha giocato nelle nazionali giovanili siriane Under-20 ed Under-23.
Esordisce in nazionale maggiore l'11 ottobre 2012 contro il Kuwait in amichevole. Il 20 dicembre 2012 festeggia il successo dei compagni della Coppa d'Asia occidentale sotto la curva insieme ai propri tifosi, sventolando la bandiera della rivoluzione siriana, diventando il primo calciatore a schierarsi pubblicamente durante una partita ufficiale.
Il gesto - oscurato dalla tv locale siriana - gli costa la sospensione dalla nazionale. Nel 2017 torna in nazionale a distanza di cinque anni, in vista degli impegni di qualificazione ai Mondiali 2018. Il 5 settembre una sua rete al 93' contro l'Iran consente alla squadra di pareggiare l'incontro per 2-2 e di accedere - come terza classificata, in virtù della miglior differenza reti rispetto all'Uzbekistan - agli spareggi validi per l'accesso alla fase finale dei Mondiali. Nonostante metta a segno due reti nel doppio spareggio con l'Australia, i siriani vengono eliminati nella partita di ritorno grazie ad una rete di Tim Cahill nei tempi supplementari.

## Statistiche

### Presenze e reti nei club
Statistiche aggiornate al 3 febbraio 2025.
| Stagione           | Squadra            | Campionato         | Campionato | Campionato | Coppe nazionali | Coppe nazionali | Coppe nazionali | Coppe continentali | Coppe continentali | Coppe continentali | Altre coppe | Altre coppe | Altre coppe | Totale | Totale |
| Stagione           | Squadra            | Comp               | Pres       | Reti       | Comp            | Pres            | Reti            | Comp               | Pres               | Reti               | Comp        | Pres        | Reti        | Pres   | Reti   |
| ------------------ | ------------------ | ------------------ | ---------- | ---------- | --------------- | --------------- | --------------- | ------------------ | ------------------ | ------------------ | ----------- | ----------- | ----------- | ------ | ------ |
| 2008-2009          | Al-Futowa          | PL                 | -          | 12         | -               | -               | -               | -                  | -                  | -                  | -           | -           | -           | -      | 12     |
| 2009-2010          | Al-Futowa          | SD                 | -          | 5          | -               | -               | -               | -                  | -                  | -                  | -           | -           | -           | -      | 5      |
| 2010-2011          | Al-Futowa          | PL                 | -          | 5          | -               | -               | -               | -                  | -                  | -                  | -           | -           | -           | -      | 5      |
| Totale Al-Futowa   | Totale Al-Futowa   | Totale Al-Futowa   | 39         | 22         |                 | -               | -               |                    | -                  | -                  |             | -           | -           | 39     | 22     |
| 2011-2012          | Al-Qadisiya        | PL                 | 21         | 7          | -               | -               | -               | AFC                | 7                  | 4                  | -           | -           | -           | 28     | 11     |
| 2012-2013          | Al-Qadisiya        | PL                 | 21         | 8          | -               | -               | -               | AFC                | 9                  | 2                  | -           | -           | -           | 30     | 10     |
| 2013-2014          | Al-Qadisiya        | PL                 | 26         | 23         | -               | -               | -               | ACL+AFC            | 3+6                | 1+7                | -           | -           | -           | 35     | 31     |
| Totale Al-Qadisiya | Totale Al-Qadisiya | Totale Al-Qadisiya | 68         | 38         |                 | -               | -               |                    | 25                 | 14                 |             | -           | -           | 93     | 52     |
| 2014-2015          | Al-Ahli            | SPL                | 22         | 22         | CPC+KC          | 4+1             | 3+0             | ACL                | 7                  | 6                  | -           | -           | -           | 34     | 31     |
| 2015-2016          | Al-Ahli            | SPL                | 22         | 27         | CPC+KC          | 3+3             | 2+4             | ACL                | 3                  | 1                  | -           | -           | -           | 31     | 34     |
| 2016-2017          | Al-Ahli            | SPL                | 24         | 24         | CPC+KC          | 3+4             | 7+4             | ACL                | 7                  | 5                  | SA          | 1           | 1           | 39     | 41     |
| 2017-2018          | Al-Ahli            | SPL                | 14         | 11         | KC              | 1               | 0               | ACL                | 0                  | 0                  | -           | -           | -           | 15     | 11     |
| 2018-2019          | Al-Ahli            | SPL                | 24         | 19         | KC              | 1               | 0               | ACC+ACL            | 6+8                | 2+7                | -           | -           | -           | 39     | 28     |
| 2019-2020          | Al-Ahli            | SPL                | 25         | 19         | KC              | 3               | 3               | ACL                | 4                  | 1                  | -           | -           | -           | 32     | 23     |
| 2020-2021          | Al-Ahli            | SPL                | 24         | 12         | KC              | 0               | 0               | ACL                | 5                  | 4                  | -           | -           | -           | 29     | 16     |
| 2021-2022          | Al-Ahli            | SPL                | 25         | 10         | KC              | 2               | 1               | -                  | -                  | -                  | -           | -           | -           | 27     | 11     |
| Totale Al-Ahli     | Totale Al-Ahli     | Totale Al-Ahli     | 180        | 144        |                 | 25              | 24              |                    | 40                 | 26                 |             | 1           | 1           | 246    | 195    |
| 2022-2023          | Al-Arabi           | QSL                | 20         | 19         | QSC+EQC         | 2+4             | 2+6             | -                  | -                  | -                  | CQ          | 1           | 0           | 27     | 27     |
| 2023-2024          | Al-Arabi           | QSL                | 22         | 17         | QSC+EQC         | 2+2             | 2+0             | ACL                | 1                  | 0                  | CQ          | 0           | 0           | 27     | 19     |
| 2024-gen. 2025     | Al-Arabi           | QSL                | 3          | 1          | QSC+EQC         | 2+0             | 0+0             | -                  | -                  | -                  | CQ          | 0           | 0           | 5      | 1      |
| Totale Al-Arabi    | Totale Al-Arabi    | Totale Al-Arabi    | 45         | 37         |                 | 12              | 10              |                    | 1                  | 0                  |             | 1           | 0           | 59     | 47     |
| gen.-giu. 2025     | Al-Orobah          | SPL                | 2          | 0          | KC              | 0               | 0               | -                  | -                  | -                  | -           | -           | -           | 2      | 0      |
| Totale carriera    | Totale carriera    | Totale carriera    | 334        | 241        |                 | 37              | 34              |                    | 66                 | 40                 |             | 2           | 1           | 439    | 316    |

### Cronologia presenze e reti in nazionale
| Cronologia completa delle presenze e delle reti in nazionale ― Siria | Cronologia completa delle presenze e delle reti in nazionale ― Siria | Cronologia completa delle presenze e delle reti in nazionale ― Siria | Cronologia completa delle presenze e delle reti in nazionale ― Siria | Cronologia completa delle presenze e delle reti in nazionale ― Siria | Cronologia completa delle presenze e delle reti in nazionale ― Siria | Cronologia completa delle presenze e delle reti in nazionale ― Siria | Cronologia completa delle presenze e delle reti in nazionale ― Siria |
| Data                                                                 | Città                                                                | In casa                                                              | Risultato                                                            | Ospiti                                                               | Competizione                                                         | Reti                                                                 | Note                                                                 |
| -------------------------------------------------------------------- | -------------------------------------------------------------------- | -------------------------------------------------------------------- | -------------------------------------------------------------------- | -------------------------------------------------------------------- | -------------------------------------------------------------------- | -------------------------------------------------------------------- | -------------------------------------------------------------------- |
| 11-10-2012                                                           | Madinat al-Kuwait                                                    | Kuwait                                                               | 1 – 1                                                                | Siria                                                                | Amichevole                                                           | -                                                                    | 46’                                                                  |
| 16-12-2012                                                           | Madinat al-Kuwait                                                    | Giordania                                                            | 1 – 2                                                                | Siria                                                                | WAFF Championship 2012 - 1º turno                                    | -                                                                    | 90+1’                                                                |
| 18-12-2012                                                           | Madinat al-Kuwait                                                    | Bahrein                                                              | 1 – 1 dts (2 – 3 dtr)                                                | Siria                                                                | WAFF Championship 2012 - Semifinale                                  | -                                                                    |                                                                      |
| 20-12-2012                                                           | Madinat al-Kuwait                                                    | Iraq                                                                 | 0 – 1                                                                | Siria                                                                | WAFF Championship 2012 - Finale                                      | -                                                                    | 87’                                                                  |
| 26-8-2017                                                            | Malacca                                                              | Siria                                                                | 1 – 1                                                                | Iraq                                                                 | Amichevole                                                           | -                                                                    | 46’                                                                  |
| 31-8-2017                                                            | Malacca                                                              | Siria                                                                | 3 – 1                                                                | Qatar                                                                | Qual. Mondiali 2018                                                  | -                                                                    |                                                                      |
| 5-9-2017                                                             | Teheran                                                              | Iran                                                                 | 2 – 2                                                                | Siria                                                                | Qual. Mondiali 2018                                                  | 1                                                                    |                                                                      |
| 5-10-2017                                                            | Malacca                                                              | Siria                                                                | 1 – 1                                                                | Australia                                                            | Qual. Mondiali 2018                                                  | 1                                                                    |                                                                      |
| 10-10-2017                                                           | Sydney                                                               | Australia                                                            | 2 – 1                                                                | Siria                                                                | Qual. Mondiali 2018                                                  | 1                                                                    |                                                                      |
| 13-11-2017                                                           | Caldera                                                              | Iraq                                                                 | 1 – 1                                                                | Siria                                                                | Amichevole                                                           | -                                                                    |                                                                      |
| 24-3-2018                                                            | Bassora                                                              | Qatar                                                                | 2 – 2                                                                | Siria                                                                | Amichevole                                                           | 1                                                                    |                                                                      |
| 27-3-2018                                                            | Bassora                                                              | Iraq                                                                 | 1 – 1                                                                | Siria                                                                | Amichevole                                                           | -                                                                    | 64’                                                                  |
| 6-9-2018                                                             | Tashkent                                                             | Uzbekistan                                                           | 1 – 1                                                                | Siria                                                                | Amichevole                                                           | 1                                                                    |                                                                      |
| 10-9-2018                                                            | Biškek                                                               | Kirghizistan                                                         | 2 – 1                                                                | Siria                                                                | Amichevole                                                           | 1                                                                    | 11’ 90+4’                                                            |
| 11-10-2018                                                           | Riffa                                                                | Bahrein                                                              | 0 – 1                                                                | Siria                                                                | Amichevole                                                           | 1                                                                    | Cap.                                                                 |
| 16-10-2018                                                           | Nanchino                                                             | Cina                                                                 | 2 – 0                                                                | Siria                                                                | Amichevole                                                           | -                                                                    | Cap. 67’                                                             |
| 20-11-2018                                                           | Madinat al-Kuwait                                                    | Kuwait                                                               | 2 – 1                                                                | Siria                                                                | Amichevole                                                           | -                                                                    | Cap. 70’ 85’                                                         |
| 6-1-2019                                                             | Sharja                                                               | Siria                                                                | 0 – 0                                                                | Palestina                                                            | Coppa d'Asia 2019 - 1º turno                                         | -                                                                    |                                                                      |
| 10-1-2019                                                            | al-'Ayn                                                              | Giordania                                                            | 2 – 0                                                                | Siria                                                                | Coppa d'Asia 2019 - 1º turno                                         | -                                                                    | Cap.                                                                 |
| 15-1-2019                                                            | al-'Ayn                                                              | Australia                                                            | 3 – 2                                                                | Siria                                                                | Coppa d'Asia 2019 - 1º turno                                         | 1                                                                    | Cap.                                                                 |
| 6-6-2019                                                             | Doha                                                                 | Iran                                                                 | 5 – 0                                                                | Siria                                                                | Amichevole                                                           | -                                                                    | Cap.                                                                 |
| 5-9-2019                                                             | Bacolod                                                              | Filippine                                                            | 2 – 5                                                                | Siria                                                                | Qual. Mondiali 2022                                                  | 2                                                                    |                                                                      |
| 10-10-2019                                                           | Dubai                                                                | Siria                                                                | 2 – 1                                                                | Maldive                                                              | Qual. Mondiali 2022                                                  | 2                                                                    | Cap.                                                                 |
| 15-10-2019                                                           | Dubai                                                                | Siria                                                                | 4 – 0                                                                | Guam                                                                 | Qual. Mondiali 2022                                                  | 3                                                                    | Cap. 84’                                                             |
| 14-11-2019                                                           | Dubai                                                                | Siria                                                                | 2 – 1                                                                | Cina                                                                 | Qual. Mondiali 2022                                                  | -                                                                    | Cap.                                                                 |
| 19-11-2019                                                           | Dubai                                                                | Siria                                                                | 1 – 0                                                                | Filippine                                                            | Qual. Mondiali 2022                                                  | -                                                                    | Cap.                                                                 |
| 7-10-2021                                                            | Seul                                                                 | Corea del Sud                                                        | 2 – 1                                                                | Siria                                                                | Qual. Mondiali 2022                                                  | -                                                                    | Cap. 76’                                                             |
| 12-10-2021                                                           | Amman                                                                | Siria                                                                | 2 – 3                                                                | Libano                                                               | Qual. Mondiali 2022                                                  | 1                                                                    | Cap.                                                                 |
| 11-11-2021                                                           | Doha                                                                 | Iraq                                                                 | 1 – 1                                                                | Siria                                                                | Qual. Mondiali 2022                                                  | 1                                                                    | Cap.                                                                 |
| 16-11-2021                                                           | Amman                                                                | Siria                                                                | 0 – 3                                                                | Iran                                                                 | Qual. Mondiali 2022                                                  | -                                                                    | Cap.                                                                 |
| 27-1-2022                                                            | Dubai                                                                | Emirati Arabi Uniti                                                  | 2 – 0                                                                | Iraq                                                                 | Qual. Mondiali 2022                                                  | -                                                                    | Cap.                                                                 |
| 1-6-2022                                                             | Dubai                                                                | Siria                                                                | 1 – 0                                                                | Tagikistan                                                           | Amichevole                                                           | 1                                                                    | Cap.                                                                 |
| 23-9-2022                                                            | Amman                                                                | Giordania                                                            | 2 – 0                                                                | Siria                                                                | Amichevole                                                           | -                                                                    |                                                                      |
| 26-9-2022                                                            | Amman                                                                | Siria                                                                | 0 – 1                                                                | Iraq                                                                 | Amichevole                                                           | -                                                                    | 73’                                                                  |
| 25-3-2023                                                            | Dubai                                                                | Siria                                                                | 3 – 1                                                                | Thailandia                                                           | Amichevole                                                           | 1                                                                    | Cap. 81’                                                             |
| 28-3-2023                                                            | Al Muharraq                                                          | Bahrein                                                              | 1 – 0                                                                | Siria                                                                | Amichevole                                                           | -                                                                    | 46’                                                                  |
| 12-9-2023                                                            | Chengdu                                                              | Cina                                                                 | 0 – 1                                                                | Siria                                                                | Amichevole                                                           | -                                                                    | Cap. 73’                                                             |
| 17-10-2023                                                           | Dubai                                                                | Siria                                                                | 1 – 2                                                                | Kuwait                                                               | Amichevole                                                           | 1                                                                    | Cap.                                                                 |
| 16-11-2023                                                           | Gedda                                                                | Siria                                                                | 1 – 0                                                                | Corea del Nord                                                       | Qual. Mondiali 2026                                                  | 1                                                                    | Cap.                                                                 |
| 21-11-2023                                                           | Gedda                                                                | Siria                                                                | 0 – 5                                                                | Giappone                                                             | Qual. Mondiali 2026                                                  | -                                                                    | Cap. 46’                                                             |
| 6-6-2024                                                             | Vientiane                                                            | Corea del Nord                                                       | 1 – 0                                                                | Siria                                                                | Qual. Mondiali 2026                                                  | -                                                                    | Cap.                                                                 |
| 11-6-2024                                                            | Hiroshima                                                            | Giappone                                                             | 5 – 0                                                                | Siria                                                                | Qual. Mondiali 2026                                                  | -                                                                    | Cap.                                                                 |
| Totale                                                               |                                                                      | Presenze                                                             | 42                                                                   |                                                                      | Reti                                                                 | 21                                                                   |                                                                      |

## Palmarès

### Club

#### Competizioni giovanili
- Syrian Premiere Division Under-18: 1[25]

Al Futowa: 2007-2008

#### Competizioni nazionali
- Syrian Second Division: 1

Al Futowa: (Northern Group) 2009-2010
- Kuwait Premier League: 2

Al Qadisiya: 2011-2012, 2013-2014
- Kuwait Emir Cup: 2

Al Qadisiya: 2012, 2013
- Kuwait Crown Prince Cup: 2

Al Qadisiya: 2013, 2014
- Kuwait Federation Cup: 1

Al Qadisiya: 2013-2014
- Kuwait Super Cup: 2

Al Qadisiya: 2011, 2013
- Coppa della Corona del Principe saudita: 1

Al-Ahli: 2014-2015
- Campionato saudita: 1

Al-Ahli: 2015-2016
- Coppa del Re dei Campioni: 1

Al-Ahli: 2016
- Supercoppa saudita: 1

Al-Ahli: 2016

### Nazionale
- WAFF Championship: 1

Kuwait 2012

### Individuale
- Capocannoniere della Syrian Premiere Division Under-18: 1[26]

2007-2008 (29 gol)
- Capocannoniere della Kuwait Premier League: 1

2013-2014 (23 gol)
- Capocannoniere della Saudi Professional League: 3

2014-2015 (27 gol), 2015-2016 (27 gol), 2016-2017 (24 gol)
- Squadra maschile AFC del decennio 2011-2020 IFFHS: 1

2020